# 양건예금
양건예금(兩建預金)은 정기예금을 담보로 한 대출이 정기예금의 설정과 동일 시점에서 이루어질 때의 예금을 가리키는 단어이다. 이 예금은 은행이 예금 잔고를 늘리기 위해 거래처와 공모하여 행하는 경우와 이자 마진을 벌기 위해 예금을 조건으로 대출하는 경우에 생기는 것이다. 이 경우에는 기업의 금리 부담이 증가하게 되어 불건전한 형태의 예금이라고 할 수 있다.